# Asilus servillei
Asilus servillei är en tvåvingeart som beskrevs av Macquart 1834. Asilus servillei ingår i släktet Asilus och familjen rovflugor. Inga underarter finns listade i Catalogue of Life.